# Požega (Croazia)
Požega (pron. ˈpɔʒɛɡa) (in ted. Poschegg, in ungherese Pozsega) è una città della Croazia capoluogo della regione di Požega e della Slavonia. Dal 1997 è sede vescovile.